# Allium prattii
Allium prattii là một loài thực vật có hoa trong họ Amaryllidaceae. Loài này được C.H.Wright mô tả khoa học đầu tiên năm 1903.